# Santalales
Los Santalales son un orden de plantas de flor perteneciente a las dicotiledóneas. 
Tienen tendencia a la reducción de la corola; además, la mayoría tienen tendencia a la vida parásita o semiparásita —pueden producir alimento a través de la fotosíntesis pero barrenan las raíces de otras plantas para obtener agua—, tendencia a la pérdida o reducción de la clorofila: mixotrofía y reducción del aparato vegetativo. Actinomorfas, periantio sencillo, con un verticilo de estambres, gineceo ínfero. La mayoría tienen semillas sin capa exterior protectora, lo que es atípico de las angiospermas.

Las siguientes familias son típicas de los nuevos sistemas de clasificación:
- Familia Santalaceae (familia del sándalo y el muérdago)
- Familia Opiliaceae
- Familia Loranthaceae
- Familia Misodendraceae
- Familia Olacaceae
- Familia Schoepfiaceae

En el antiguo Sistema de Cronquist, algunas de las Santalaceae son reconocidas como familias separadas llamadas Viscaceae y Eremolepidaceae. Otras 3 familias estaban incluidas también:
- Familia Medusandraceae
- Familia Dipentodontaceae
- Familia Balanophoraceae

Estas ya no se consideran familias próximas de las Santalaceae pero, por el momento, su clasificación es incierta.